# Perissomastix atlantis
Perissomastix atlantis är en fjärilsart som beskrevs av Aleksei Konstantinovich Zagulajev 1975. Perissomastix atlantis ingår i släktet Perissomastix och familjen äkta malar.
Artens utbredningsområde är Marocko. Inga underarter finns listade i Catalogue of Life.